# Caecilia
Caecilia es un género de anfibios gimnofiones de la familia Caeciliidae, originario de zonas húmedas del norte y centro de Suramérica y Panamá. Diversos expertos consideran este género como parafilético.

## Especies y localización
- Caecilia abitaguae Oriente de Ecuador (Orellana, Pastaza y Morona Santiago).
- Caecilia albiventris Desde Surinam hasta el oriente de Ecuador.
- Caecilia antioquiaensis Antioquia, Colombia.
- Caecilia armata Brasil.
- Caecilia atelolepis Fernández-Roldán, Lynch & Medina-Rangel, 2023[1] - Cundinamarca, Boyacá y Santander (Colombia).
- Caecilia attenuata El Oro (Ecuador).
- Caecilia bokermanni Desde el noroccidente de Brasil hasta el oriente de Ecuador y nororiente del Perú.
- Caecilia caribea Atlántico (Colombia).
- Caecilia corpulenta Boyacá, Colombia.
- Caecilia crassisquama Ecuador.
- Caecilia degenerata Boyacá y Cundinamarca, Colombia.
- Caecilia disossea Amazonia de Perú y Ecuador.
- Caecilia dunni Napo y Pastaza, Ecuador.
- Ceacilia epicrionopsoides Fernández-Roldán, Lynch & Medina-Rangel, 2023[1] - Meta, Cundinamarca, Boyacá, Casanare, Santander y Norte de Santander (Colombia).
- Caecilia flavopunctata Venezuela.
- Caecilia gracilis Guayana Francesa, Surinam, norte de Brasil y nororiente del Perú.
- Caecilia guntheri Cordillera Occidental (Colombia) y norte de Ecuador.
- Caecilia goweri Fernandez & Lynch, 2022.[2] - Altiplano de Medellín, Antioquia, Colombia.
- Caecilia inca Fundo Sinchona, Perú.
- Caecilia isthmica Oriente de Panamá y occidente de Colombia.
- Caecilia leucocephala Desde el oriente de Panamá hasta el noroccidente de Ecuador.
- Caecilia macrodonta Fernández-Roldán, Lynch & Medina-Rangel, 2023.[1] - Cundinamarca, Colombia.
- Caecilia marcusi Cochabamba y Santa Cruz, Bolivia.
- Caecilia mertensi origen desconocido.
- Caecilia museugoeldi Maciel & Hoogmoed, 2018.[3] - Guyana Francesa.
- Caecilia nigricans Oriente y el norte de Venezuela, Colombia, oriente de Panamá y norte de Ecuador.
- Caecilia occidentalis Occidente y norte de Colombia.
- Caecilia orientalis Sucumbíos y otros lugares de la Amazonia ecuatoriana.
- Caecilia pachynema Colombia y Ecuador.
- Caecilia perdita Noroccidente de Colombia.
- Caecilia pressula Montañas de Guyana.
- Caecilia pulchraserrana Acosta-Galvis, Torres & Pulido-Santacruz, 2019.[4] - Parque nacional natural Serranía de los Yariguíes, Santander, Colombia.
- Caecilia subdermalis Montañas de los Andes en Colombia y norte de Ecuador.
- Caecilia subnigricans Valle del Magdalena, Colombia y noroccidente de Venezuela.
- Caecilia subterminalis Ecuador.
- Caecilia tentaculata Bosques húmedos desde Panamá hasta la Amazonia en Colombia, Venezuela, Brasil y Perú.
- Caecilia tenuissima Ecuador y suroccidente de Colombia.
- Caecilia tesoro Bock, Arroba-Lopéz, Velez-Giler, Moreira, Wiedebusch, Neira-Salamea, Wilkinson, Fuchs, Schönleitner, Rödel & Ron, 2024[5]- Reservas de Tesoro Escondido y Canadndé, Ecuador.
- Caecilia thompsoni Tolima, Huila, Cauca y Cundinamarca, Colombia.
- Caecilia truncata Provincia Esmeraldas, Ecuador.
- Caecilia volcani Bock, Arroba-Lopéz, Velez-Giler, Moreira, Wiedebusch, Neira-Salamea, Wilkinson, Fuchs, Schönleitner, Rödel & Ron, 2024[5] - Bocas del Toro, Chiriquí y Coclé, Panamá.
- Caecilia wilkinsoni Fernández-Roldán & Lynch, 2023[6] - Antioquia, Cauca, Chocó y Nariño, en las tierras bajas de la costa pacifica de Colombia.
- Caecilia yaigoje Fernández-Roldán; Medina-Rangel & Lynch, 2023.[7] - Parque Nacional Natural Yaigojé Apaporis, Taraira, Vaupés (Colombia).